# San Andrés (Colòmbia)
Sant Andrés de Cuerquia és un municipi colombià, situat a la zona nord del departament d'Antioquia d'aquest país. Limita pel nord amb els municipis de Toledo, Briceño i Yarumal, per l'est amb Yarumal, pel sud amb els municipis de Santa Rosa de Osos, San José de la Montaña i Liborina i per l'oest amb el municipi de Sabanalarga.

## Història
A l'època de la seva fundació, la zona estava habitada per indis nutabes governats pel cacic Guarcama, molt esmentat a les cròniques de l'època, i recordat també per la seva ferocitat i habilitat pels negocis.
El capità espanyol Andrés de Valdivia va voler subjugar aquesta zona, i va ser així com va arribar a aquest territori al comandament de la seva tropa l'any 1574. Valdivia va entrar en combat amb el cacic Guarcama i va perdre la vida a mans d'aquest. El seu cap va ser exhibit en fustes durant un bon temps, al costat dels caps de diversos soldats. Arran d'aquests fets, el llavors governador de la província va enviar a la regió un exèrcit que va massacrar la tribu de Guarcama, en part per la superioritat tecnològica dels espanyols.
A l'arribada dels espanyols, aquestes terres estaven ocupades per cacics de molt rang entre els nutabes i els tahamí.
El capità Don Andrés de Valdivia, primer governador de la província d'Antioquia va organitzar una expedició cap al curs mitjà del riu Cauca. Anys després de la mort de Valdivia, Don Gaspar de Rodas va aplicar una fera venjança i tots els indígenes, especialment els de la Vall de Guarcama van ser exterminats sense pietat.
El governador de la província de Popayan va adjudicar aquestes terres a l'oficial espanyol Don Francisco López de Rúa l'any 1582, qui va fundar un poble a la vall de Guarcama on va ser mort Valdivia, que va nomenar San Andrés de Cauca en honor al capità assassinat i a les aigües que passen a prop del lloc.
El 25 de gener de 1793 va haver-hi un incendi que va destruir tot el poblat. En aquest lloc va ser creada la parròquia de San Andrés, l'any 1761. L'any 1822 ja tenia la categoria de municipi.
El 13 de juny de 1853 va ser traslladat de la vall de Guarcama al lloc actual. A la primera època es va denominar Cuerquia, per honrar el nom de les tribus “Cuerquias”, indígenes nadius de l'estret vessant del riu San Andrés. Tot i això, la història explica que el primer nom a l'hora del trasllat es va anomenar Calcedònia per iniciativa del savi Caldas i després; el 1860, es va anomenar Pabó en honor al governador qui va donar l'ordenança del trasllat. La cambra provincial d'Antioquia va donar l'ordenança 11 del 14 de novembre de 1854, que li assignen a la capçalera el nom de Pabó i no Cuerquia. Però, poc després, com una recompensa a la seva història, va canviar definitivament pel nom de San Andrés de Cuerquia.
Els senyors Baldomero i Pedro José Jaramillo, naturals de Rionegro, afavorits pel Pbro. Domingo Antonio Angarita Mendoza, van ser els fundadors d'aquest nou poblat l'any 1853, canviant-li el nom i la ubicació. El 1856, se li va donar la categoria de municipi. A l'inici del segle passat, San Andrés de Cuerquia havia recuperat bona part de la seva antiga importància, gràcies a la fertilitat dels seus vessants molt propicis per a tot tipus de cultius.

## Economia
Els principals productes agrícoles són la canya de sucre, el cafè, els fruiters, el bestiar d'engreix i lleter i l'aviram.
El municipi compta en altres camps amb destacades reserves hidrogràfiques i nombrosos salts d'aigua.
Existeix un turisme religiós enfocat a la visites guiades al Temple del Santo Cristo Milagros de San Andrés de Cuerquia.
Actualment, es troba en construcció la hidroelèctrica Ituango prop al municipi; serà una de les preses més grans de Llatinoamèrica.